# Каталог Гнезненських архієпископів
Каталог Гнезненських архієпископів — латинський манускрипт роботи Яна Длугоша. Виконаний у техніці ілюмінування.

## Опис
Розмір рукописних сторінок — 31 × 24 см (12,2 × 9,4 дюйма). Він має 145 сторінок. Каталог Гнезненських архієпископів знаходиться в зборах Національної бібліотеки Польщі. На додаток до каталогу, Длугош писав також список єпископів Вроцлавських, Влоцлавських, Познанських, Плоцьких та Краківських.

## Аналіз
Рукопис був написаний на замовлення єпископа краківського Петра Томіцького. Каталог виготовлений між 1531 та 1535.

## Галерея

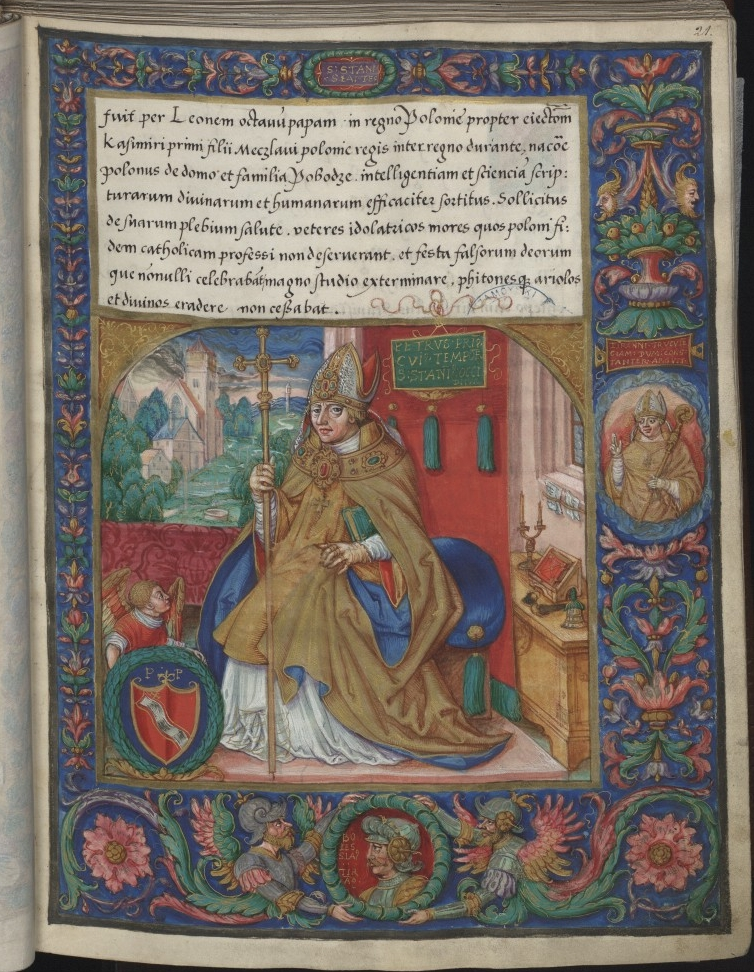
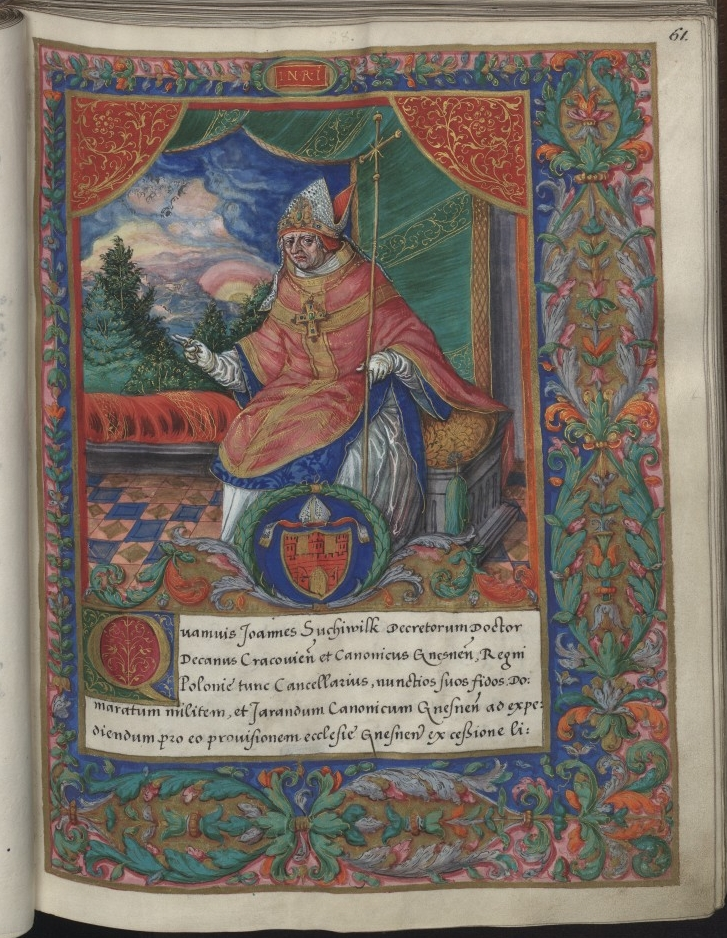
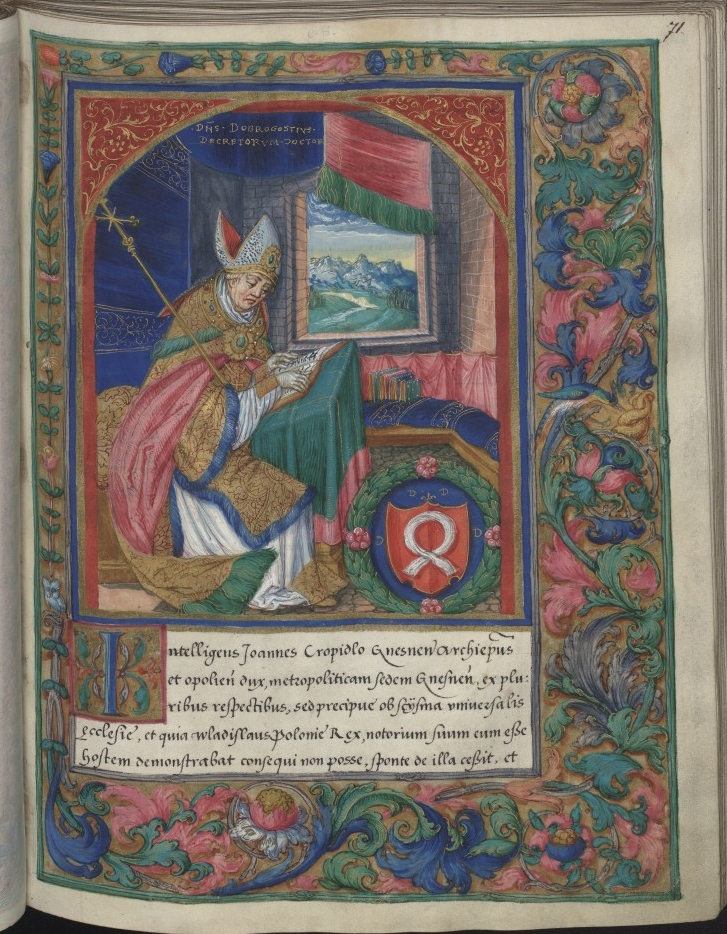
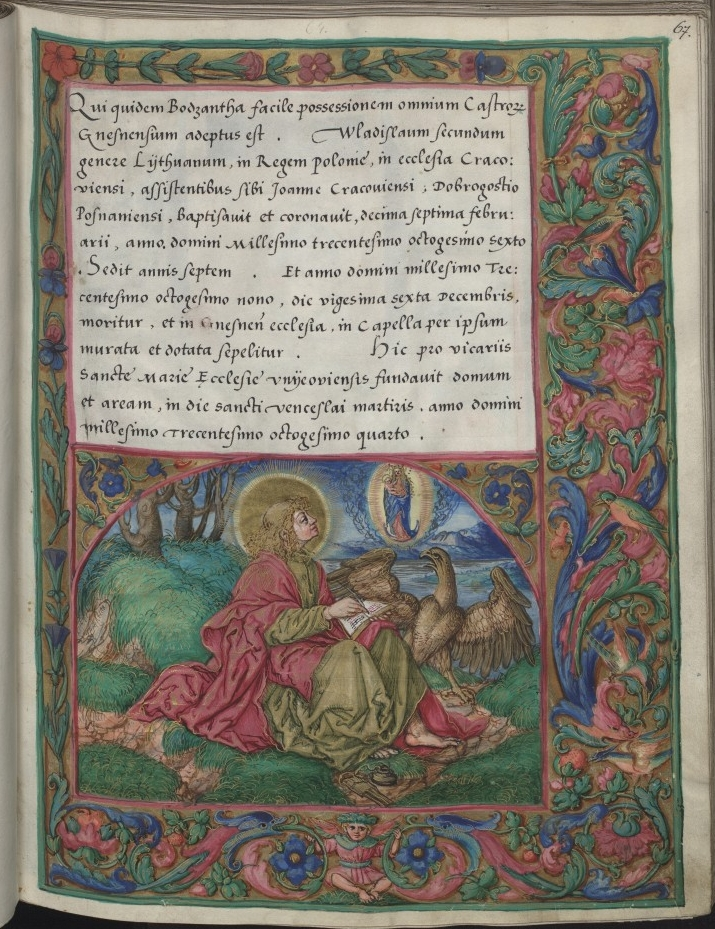
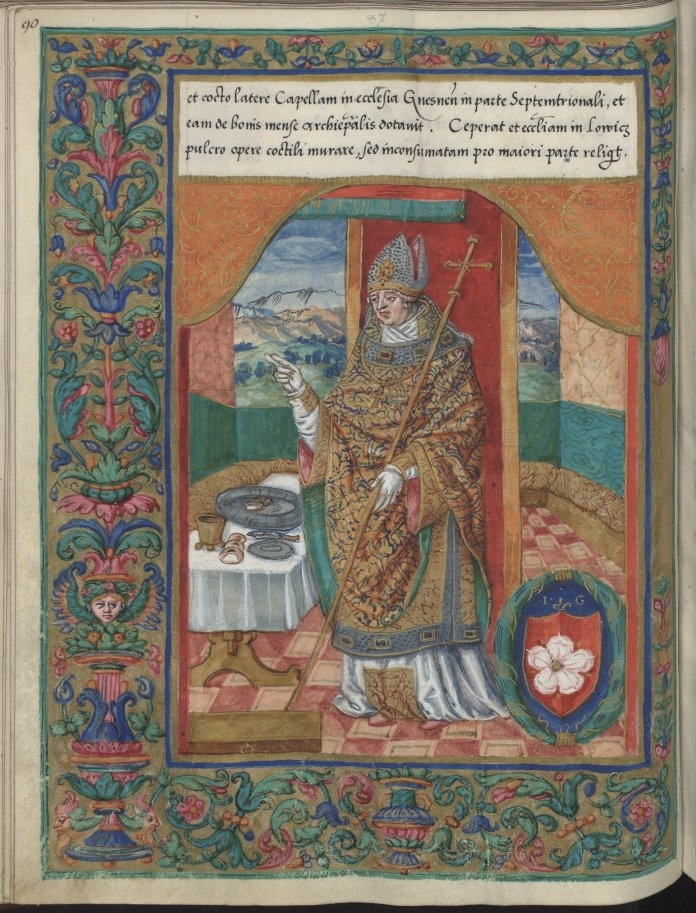
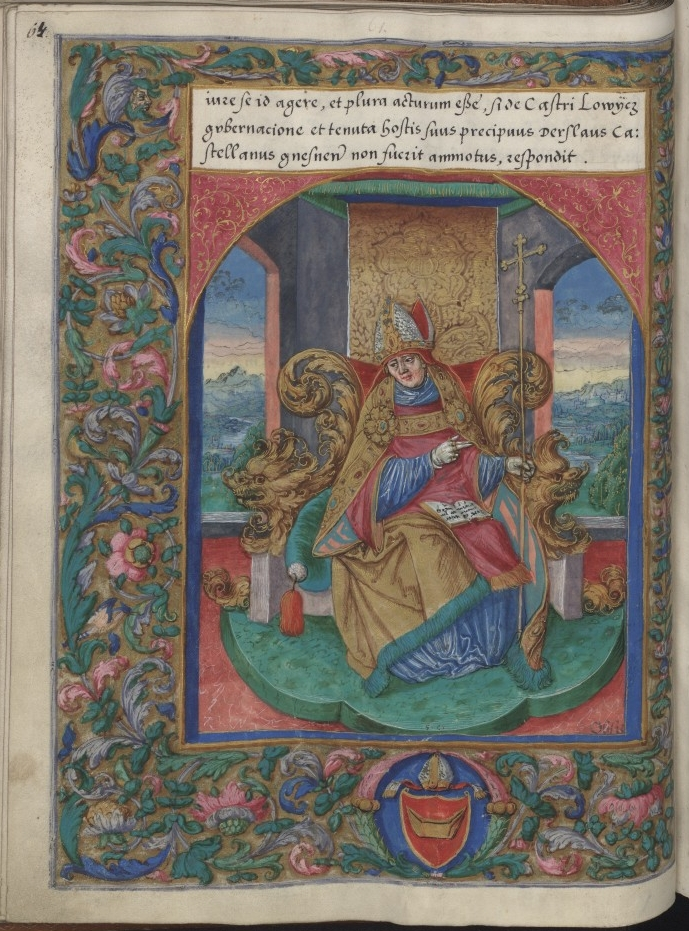
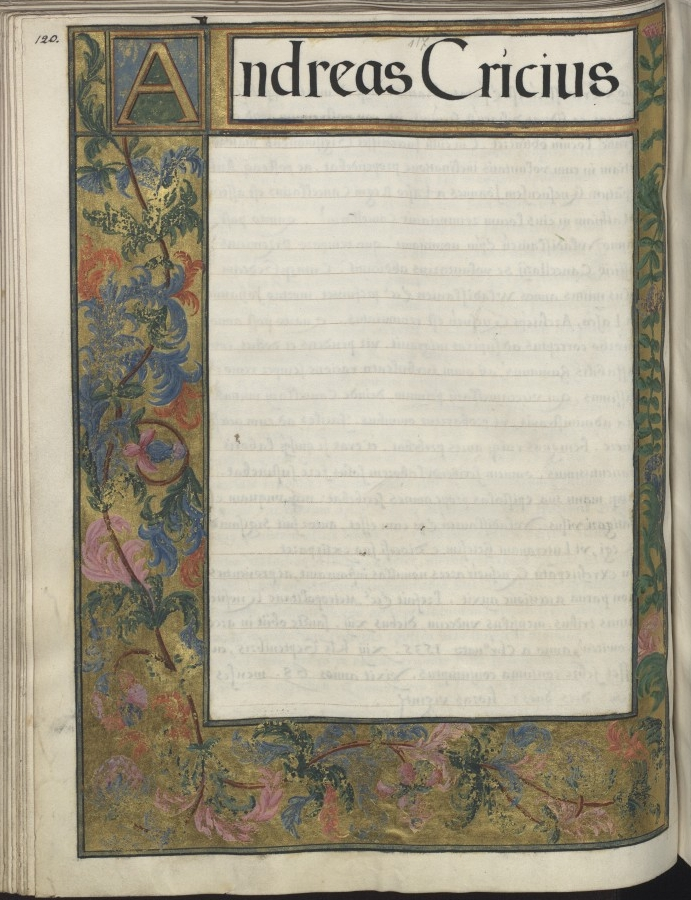
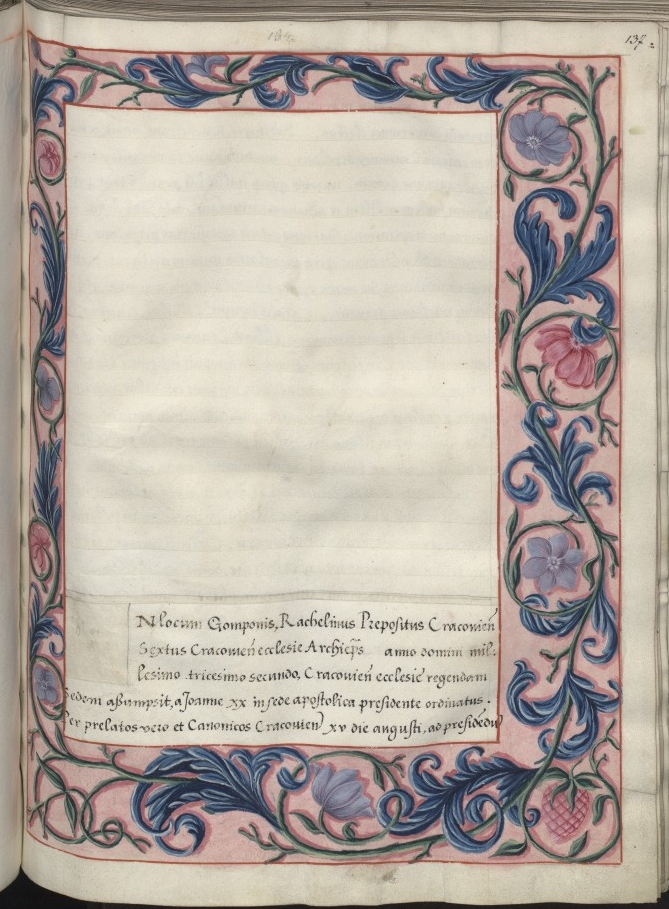
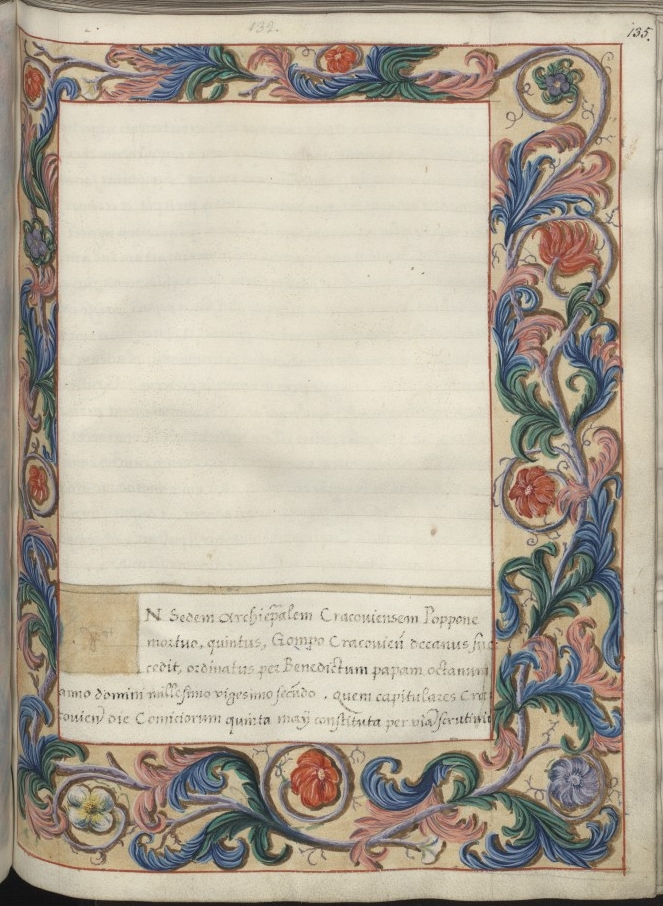
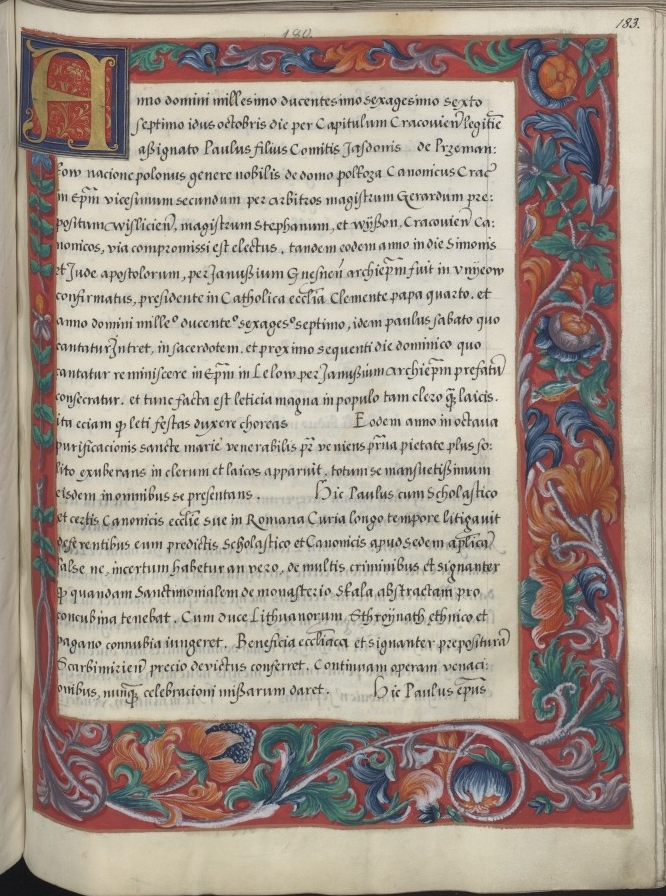
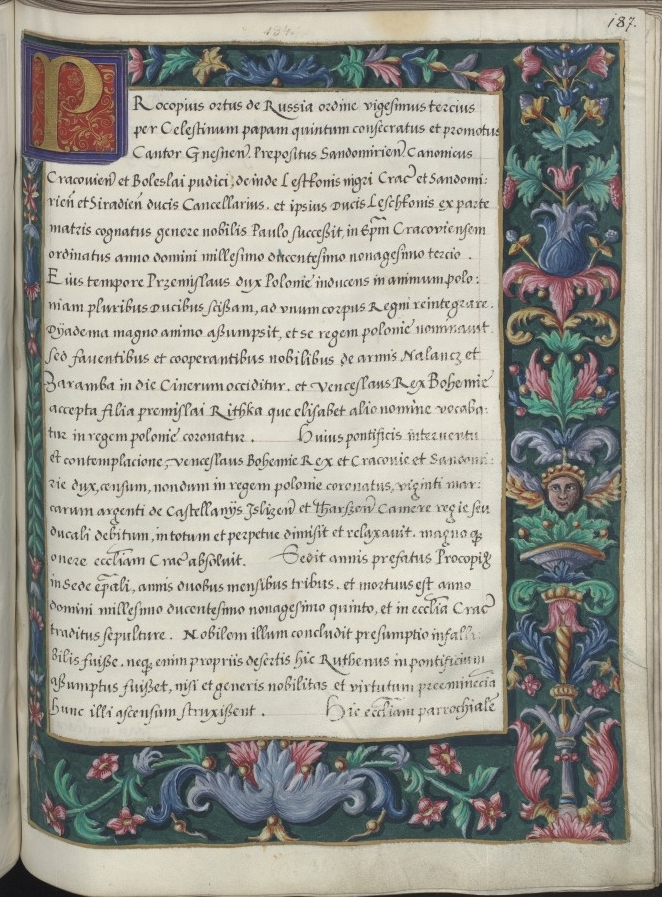
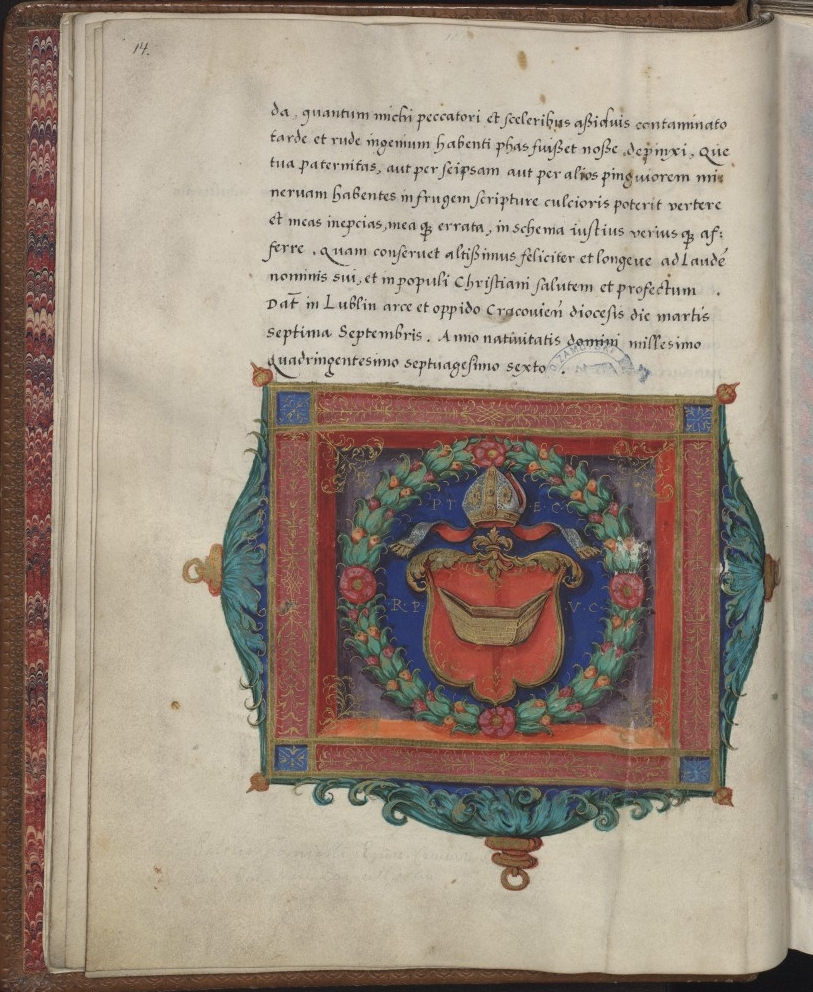
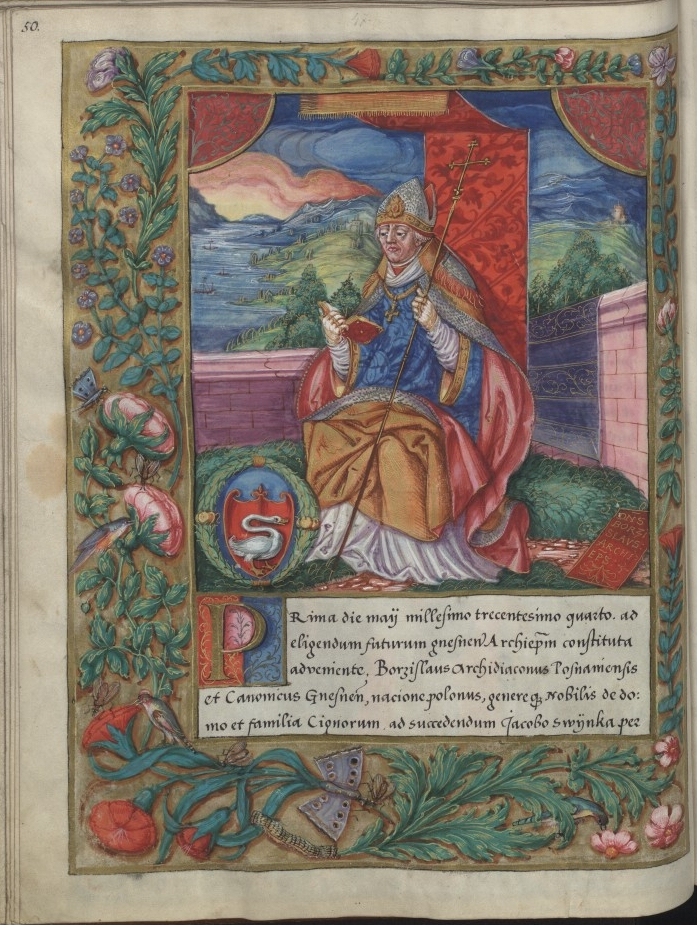
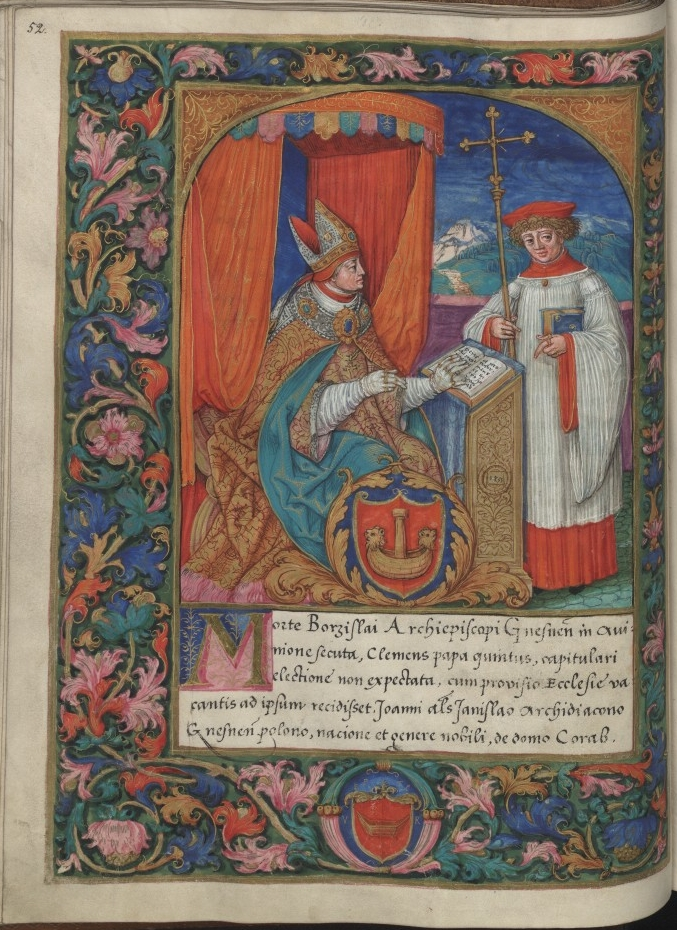